# CN Большой Медведицы
CN Большой Медведицы (лат. CN Ursae Majoris) — одиночная переменная звезда в созвездии Большой Медведицы на расстоянии (вычисленном из значения параллакса) приблизительно 205130 световых лет (около 62893 парсеков) от Солнца. Видимая звёздная величина звезды — от +17,4m до +16,5m.

## Характеристики
CN Большой Медведицы — пульсирующая переменная звезда типа RR Лиры (RRAB).